# Hiram Bingham
Hiram Bingham III (Honolulu, Hawaii, 19 de novembre de 1875 - Washington DC, 6 de juny de 1956) va ser un polític i explorador estatunidenc. Encara que fos considerat un arqueòleg, va preferir sempre el terme explorador, insistint per ser descrit així en els Qui és Qui de la seva època.

## Biografia

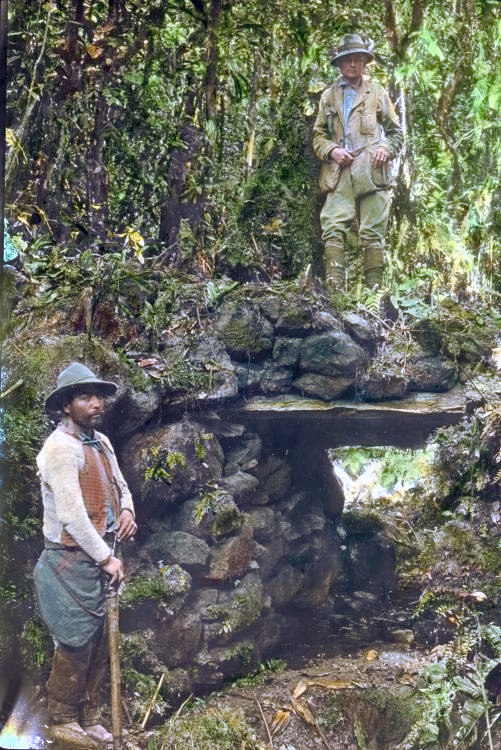
Bingham (a dalt) amb un guia local a Vilcabamba. Diapositiva de vidre pintada a mà, 1911.

Bingham va néixer a Honolulu, Hawaii, i fou fill i net de missioners protestants del regne de Hawaii. Quan era adolescent, es va traslladar als Estats Units per continuar els seus estudis. Es va graduar a Yale el 1898, a la Universitat de Califòrnia el 1900 i a la Universitat Harvard el 1905. Després va treballar com a professor d'història i política a la Universitat Harvard i Princeton.
Es converteix en explorador durant la seva càtedra a Princeton. El 1909 es va traslladar al Perú i hi descobreix la cultura inca. Durant una missió el 1911, va descobrir la ciutat inca de Machu Picchu als Andes peruans. Revela centenars de tombes, exhuma gerres, plats, joies. Aconsegueix cartografiar la regió de Machu Picchu i descobreix les principals vies d'accés al lloc, així com noves ruïnes. El seu descobriment va ser el més sensacional que va aparèixer a la revista National Geographic d'abril de 1913.
Durant la Primera Guerra Mundial va servir en l'Aviació de l'Exèrcit dels EUA, al comandament d'una escola a Issoudun. El 1924 es va convertir en governador i senador republicà per Connecticut. Ell va perdre el seu seient el 1932.
El 1948 va publicar «Lost City of The Incas» (La ciutat perduda dels inques), on relata el seu descobriment.

## Obres
- The Journal of an expedition across Venezuela and Colombia (1906-1907). An exploration of the route of Bolivar's celebrated march of 1819 and of the battle-fields of Boyacá and Carabobo, Yale Publishing Association, New Haven (Connecticut), 1909, VIII-287 p.
- The Monroe doctrine, an obsolete shibboleth, Yale University press, New Haven (Connecticut), 1913, IX-154 p. – Ex-libris de l’American Chamber of commerce in Paris.
- An Explorer in the air service, Yale University press, New Haven (Connecticut), 1920, XIV-260 p.
- Lost city of the Incas, the story of Machu Picchu and its builders, Duell, Sloan and Pearce, Nova York, 1948, XVIII-263 p..